# We Could Be Together
We Could Be Together è un singolo discografico della cantante statunitense Debbie Gibson, pubblicato nel 1989 ed estratto dall'album Electric Youth.

## Tracce
- 7" Vinile/Cassetta

1. We Could Be Together – 4:38
2. No More Rhyme (Acoustic Version) – 4:13

## Classifiche
| Classifica (1989) | Posizione raggiunta |
| ----------------- | ------------------- |
| Regno Unito       | 22                  |
| Stati Uniti       | 71                  |